# Stazione di Yoshikawa-Minami
La stazione di Yoshikawa-Minami (吉川美南駅?, Yoshikawa-Minami-eki) è una stazione ferroviaria situata della città di Yoshikawa nella prefettura di Saitama, ed è servita dalla linea Musashino della JR East. Si tratta della stazione di più recente realizzazione sulla linea Musashino.

## Servizi ferroviari
East Japan Railway Company
■ Linea Musashino

## Struttura
La stazione è dotata di un marciapiede laterale e uno centrale a isola serventi tre binari in superficie.
| 1-2 | ■ Linea Musashino | per Minami-Urawa, Nishi-Kokubunji e Fuchū-Hommachi |
| 2-3 | ■ Linea Musashino | per Shin-Matsudo, Nishi-Funabashi e Tokyo          |

## Stazioni adiacenti
| «               | Servizio        | »               |
| Linea Musashino | Linea Musashino | Linea Musashino |
| --------------- | --------------- | --------------- |
| Yoshikawa       | Locale          | Shin-Misato     |